# 塔琳·曼寧
塔琳·曼寧（英語：Taryn Manning，1978年11月6日—），美國女演員、歌手、模特兒、時尚設計師及音樂家。知名於Netflix原創影集《勁爆女子監獄》（2013年至2019年）中飾演蒂凡妮·多格特；其他作品如電視劇《混乱之子》（2008年至2010年），以及電影《街頭痞子》、《布蘭妮要怎樣》(2002年）、《饒舌歌王》（2005年）和《凱倫》（2021年）。

## 早期生活
塔琳·曼寧出生於維吉尼亞州福爾斯徹奇，是音樂家比爾·曼寧（Bill Manning）和莎琳·路易絲（Sharyn Louise，原姓懷特）的女兒。父母在她兩個月大時離婚。她和兄弟凱林（Kellin）在亚利桑那州图森由母親扶養長大；曼寧一家三口住在拖車公園，依靠拮据的收入過活。她表示：「直到我搬出去，媽媽才給自己買了一雙新鞋和一套新衣服，」「從字面而言，當我向媽媽要一美元時，就會得到了一美元。」儘管家庭經濟困難，母親仍讓曼寧參加了空手道、舞蹈和表演課程。12歲時，隨家人搬到了加利福尼亞州恩西尼塔斯。兩年後，父親自殺身亡。

## 個人生活
曼寧居住在加利福尼亞州棕櫚泉。2017年，曼寧表示自己更喜歡男人，儘管有與女人約會的歷史，但她並不認為自己是同性戀。2005年9月21日，捷藍航空292號班機事故期間，曼寧也在該航班的飛機上；她對此表示：「這是我曾經有過的最超現實、最離譜的體驗。」
曼寧本身有著酗酒問題。2016年，《勁爆女子監獄》製片人威脅要將曼寧從節目中除名，並在她過度飲酒開始干擾影集的製作後，要求進入勒戒康復所接受治療。曼寧違抗命令，拒絕治療，僅待一天後離開康復中心。
2021年10月，曼寧與原本6月訂婚的未婚妻安妮·克萊恩（Anne Cline）因不合而分手。曼寧同時開始與一名男性交往。

## 外部連結
- 官方网站
- Taryn Manning在互联网电影资料库（IMDb）上的資料（英文）